# Neopseustidae
Los neopséustidos (Neopseustidae) son una familia de lepidópteros, la única representante de la superfamilia Neopseustoidea. Son unas polillas arcaicas diurnas que se encuentran en Sudamérica y Sudeste de Asia; se desconoce su biología (Davis 1975; Davis y Nielsen 1980, 1984; Kristensen, 1999).

## Sistemática
Se conocen 4 géneros y unas 12 especies. 
- Apoplania Davis, 1975
- Nematocentropus Hwang, 1965
- Neopseustis Meyrick, 1909
- Synempora Davis and Nielsen, 1980

El género Nematocentropus parece ser el más primitivo y es propio de Assam, Birmania y Sichuan (China). Tres especies de Neopseustis se encuentran desde Assam hasta Taiwán; Synempora andesae y tres especies de Apoplania tienen una distribución por la parte meridional de Sudamérica (Kristensen, 1999: 53-54). La morfología de las antenas ha sido muy estudiada por Faucheux (2005ab; Faucheux et al., 2006). 
- Datos: Q1139170
- Multimedia: Neopseustidae / Q1139170
- Especies: Neopseustidae